# Ansa-metaloceny

Obecná struktura ansa-metalocenu; X je spojující skupina, často (CH_{2})_{n} nebo R_{2}Si (R = alkyl). L_{n} jsou další ligandy, které mohou být navázány na kov M.

Ansa-metalocen je organokovová sloučenina obsahující dva cyklopentadienylové ligandy propojené můstkovou skupinou tak, že cyklopentadienyly jsou navázané na stejný atom kovu; takto navázaná skupina brání rotaci cyklopentadienylů a mnohdy také pozměňuje strukturu a reaktivitu kovového centra. Některé ansa-metaloceny jsou aktivními složkami Zieglerových-Nattových katalyzátorů, i když žádný z nich nemá průmyslové využití.
Označení ansa-metaloceny zavedli A. Lüttringhaus a W. Kullick k popisu ferrocenů s alkylidenovými můstky, poprvé připravených v 50. letech 20. století.
Ansa-metaloceny jsou často popisovány úhlem mezi dvojicí cyklopentadienových kruhů. U titanocendichloridu je tento úhel 58,5°, zatímco u ansa-titanocenu, Me2Si(C5H4)2TiCl2, činí 51,2°.
Spojujícími skupinami mohou být (CH2)n, kde n = 1, 2, nebo 3. Snadněji se ovšem navazují skupiny obsahující heteroatomy, jako je (CH3)2Si.
Ansa-metaloceny mohou být využity v polymerizačních reakcích. Ansa můstek umožňuje lepší řízení stereochemie na kovovém centru; například při přípravě polypropylenu za přítomnosti methylaluminoxanu (MAO) lze použít tři rozdílné ansa-zirkonocendichloridové katalyzátory podle toho, zda má být produkt syndiotaktický, izotaktický nebo ataktický.

Tři pohledy na dichlorid ansa-dimethylsilylhafnocenu
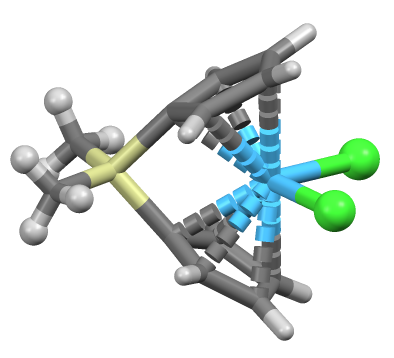
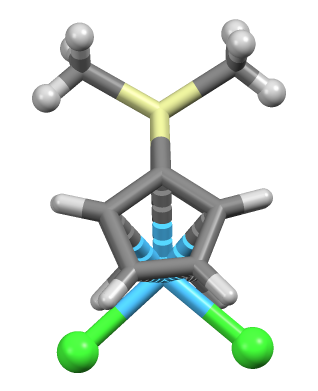
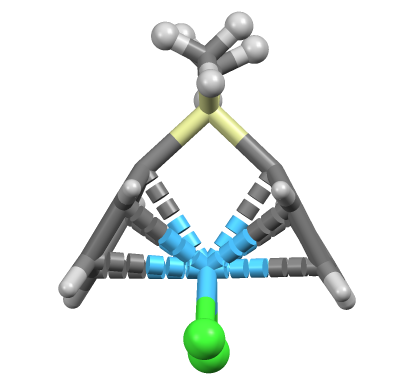